# Efluente

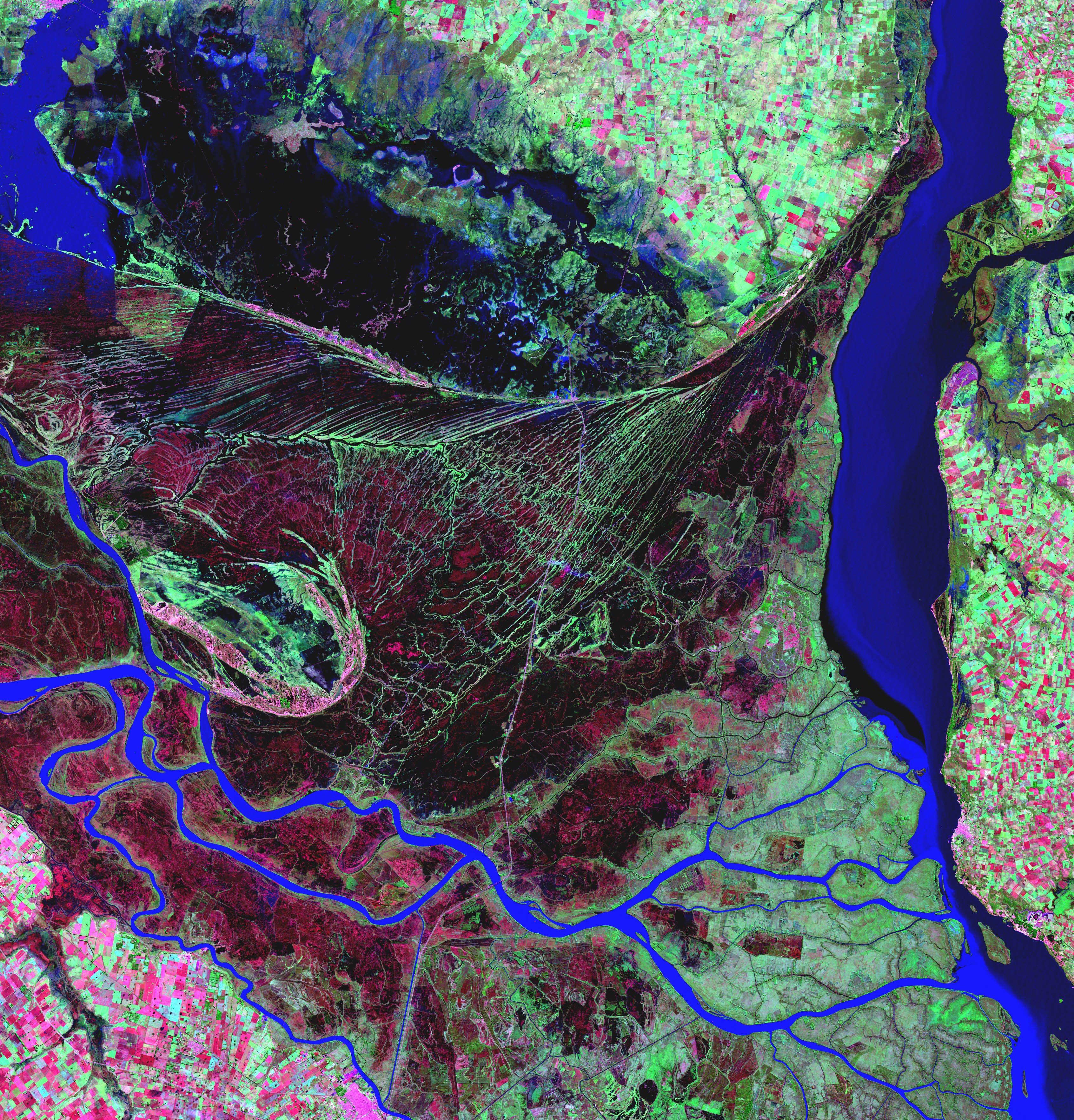
Imagen en falso color del Delta del Paraná, en la que se observan múltiples efluentes que se van desprendiendo de los brazos principales del río Paraná.

Un efluente o emisario, en hidrología,corresponde a un curso de agua, también llamado distributario, que desde un lugar llamado confluencia se desprende de un lago o río como una derivación menor, ya sea natural o artificial.
Los de origen natural se encuentran en su mayoría en los deltas fluviales; aunque hay casos en los que ocurren en otros tramos de los ríos, como sucede con el Casiquiare con respecto al Orinoco. Son más frecuentes los efluentes de origen artificial, es decir, de una derivación, acequia o canal que se utiliza con fines de regadío o de abastecimiento de agua en regiones relativamente alejadas del cauce del río principal. Su contraposición es el afluente. Un efluente, en el otro extremo de su curso, puede también ser un afluente de un curso mayor. 
En hidrogeología también se denomina «río efluente» o «río ganador» al que recibe volumen líquido desde un acuífero. Por el contrario, un «río influente» o «río perdedor» es el río que cede agua por infiltración a las napas freáticas.
En ecología, también se denomina a un curso de agua como «efluente», cuando descarga aguas o, principalmente, vertidos empleados en los procesos industriales, urbanos o agrícolas. 